# Macarrons amb grevi
Els macarrons amb grevi són un plat típic de Menorca, a base de macarrons.

## Origen
Segurament aquest plat és fruit de la influència britànica durant l'ocupació del segle xviii. La paraula catalana "grevi" sembla tenir origen de l'anglès gravy, que fa referència a una mena de salsa molt típica britànica que es fa amb el suc concentrat de la vedella rostida.
Donada la situació geogràfica i cultural de l'illa, un altre aspecte interessant del plat és la manera de coure la pasta. Aquesta podria bullir-se directament en el suc de la carn, com es fa al continent en plats tradicionals com els fideus a la cassola o la fideuada. O podria fer-se a la manera tradicional italiana o catalana més moderna, com els macarrons típics catalans gratinats, és a dir bullir primer la pasta en aigua, afegir la resta d'ingredients i en tot cas gratinar després al forn només per fondre el formatge si se n'hi posa. Però la pasta d'aquest plat està cuita d'una manera que és a mig camí d'un mètode i de l'altre: primer s'estova una mica en aigua, fins abans que quedin al dente, i després s'acaben de coure amb la salsa al forn.

## Preparació
Es prepara un sofregit amb tomàquet, ceba i una mica d'all i julivert. Es cola i es reserva el líquid (les hortalisses es guarden per a una altra preparació). A part, es couen una mica els macarrons en aigua salada bullent i s'escorren. Es posen en una safata de forn, es sala i s'afegeix el líquid del sofregit i caldo de carn (porc o vedella, el mateix pes de caldo que de pasta crua). Es pot cobrir amb una mica de formatge ratllat, preferentment de Maó. S'acaba de coure a forn bastant fort.

### Variants
Aquest plat pot tenir variants segons les famílies.